# Words (Lied)
Words ist ein von dem französisch-tunesischen Sänger und Songwriter F. R. David komponierter und gesungener Popsong aus dem Jahr 1981. Er erschien außer als Single auch auf dem gleichnamigen Album und wurde ab dem Sommer 1982 europaweit ein Hit.

## Geschichte
Der Rockgitarrist F. R. David befand sich in einer finanziellen Krise, woraufhin er den Ratschlag seines Agenten annahm, einen tanzbaren Song zu schreiben. Words wurde im Winter 1981 aufgenommen, wobei die Synthesizer zunächst nur notgedrungen zum Einsatz kamen, da David seine E-Gitarre vor seinem Aufbruch in das Tonstudio vergessen hatte.
Words wurde im Mai 1981 zunächst in Frankreich und Monaco veröffentlicht. In Frankreich gelangte es bis auf Platz 2 der Charts, woraufhin es weltweit veröffentlicht wurde. Die Fotografie auf der Single stammt von dem Fotografen Vassili Ulrich; auf der B-Seite der Schallplatte befindet sich das Lied When the Sun Goes Down. Words erreichte in zahlreichen Ländern Platz eins der Charts, darunter in Deutschland, Österreich, der Schweiz, Schweden, Norwegen und Südafrika. In Deutschland war es ein Sommerhit des Jahres 1982 und hielt sich elf Wochen an der Chartspitze. Es wurde weltweit über acht Millionen Mal verkauft und wurde in Deutschland 1983 mit einer Platin-Schallplatte ausgezeichnet.
Das Lied wurde in den folgenden Jahrzehnten regelmäßig gecovert und blieb der einzige große Charterfolg für F. R. David. In den 2000er-Jahren nahm er gemeinsam mit der Sängerin Winda Sylviana Words in französisch- und englischsprachigen Versionen neu auf. 2017 gehörte das Lied zum Soundtrack des Films Call Me by Your Name. 2020 verwendete das Musikprojekt The Weeknd ein Sample des Songs für das eigene Stück Save Your Tears.

## Rezeption

### Chartplatzierungen
| ChartsChartplatzierungen       | Höchstplatzierung | Wochen |
| ------------------------------ | ----------------- | ------ |
| Deutschland (GfK)              | 1 (27 Wo.)        | 27     |
| Frankreich (SNEP)              | 2 (26 Wo.)        | 26     |
| Österreich (Ö3)                | 1 (18 Wo.)        | 18     |
| Schweiz (IFPI)                 | 1 (18 Wo.)        | 18     |
| Vereinigte Staaten (Billboard) | 62 (9 Wo.)        | 9      |
| Vereinigtes Königreich (OCC)   | 2 (13 Wo.)        | 13     |

| ChartsJahrescharts (1982) | Platzierung |
| ------------------------- | ----------- |
| Deutschland (GfK)         | 47          |
| Schweiz (IFPI)            | 1           |

| ChartsJahrescharts (1983)    | Platzierung |
| ---------------------------- | ----------- |
| Deutschland (GfK)            | 42          |
| Vereinigtes Königreich (OCC) | 25          |

### Auszeichnungen für Musikverkäufe
| Land/Region          | Auszeichnungen für Musikverkäufe (Land/Region, Auszeichnung, Verkäufe) | Verkäufe |
| -------------------- | ---------------------------------------------------------------------- | -------- |
| Deutschland (BVMI)   | Platin                                                                 | 500.000  |
| Spanien (Promusicae) | Gold                                                                   | 30.000   |
| Insgesamt            | 1× Gold · 1× Platin ·                                                  | 530.000  |

## Coverversionen
- 1982: Daliah Lavi (Mut)
- 1982: Mary Roos (Zeit)
- 1982: Penny McLean
- 1983: James Last
- 1983: The Tremeloes
- 1983: Sten & Stanley
- 1983: Gianni Bedori
- 1993: Fiorello (Puoi)
- 1997: Ricky King
- 2001: Bart Kaëll feat. Vanessa Chinitor
- 2005: 89ers
- 2007: Eure Mütter (Manche Lieder waren fast verloren)
- 2007: Soraya Arnelas
- 2011: Mark Ashley